# Marradi
Marradi (pronuncia: /marˈradi/; Maré /maˈre/ in romagnolo) è un comune italiano di 2 818 abitanti della città metropolitana di Firenze, in Toscana (Romagna fiorentina). È collocato sul versante romagnolo dell'Appennino tosco-romagnolo..
Assieme al comune di Palazzuolo sul Senio e a quello di Firenzuola, viene collocato impropriamente nel Mugello, con la denominazione di Alto Mugello.

## Geografia fisica
- Classificazione sismica: zona 2 (sismicità medio-alta), Ordinanza PCM 3274 del 20/03/2003
- Classificazione climatica: zona E, 2267 GG
- Diffusività atmosferica: media, Ibimet CNR 2002

## Storia
I primi popoli ad abitare la zona furono anticamente i Liguri, gli Etruschi e i Galli, mentre la strada che la collega al territorio toscano fino a Firenze risale probabilmente all'epoca romana, intorno al 59 a.C.
Denominato "Castello" (Castellum), fungeva da appoggio ai viandanti di passaggio, mentre il nome "Marradi" deriva etimologicamente da "Marrato", ossia zappato, per indicare quel podere posto alla destra del fiume Lamone.
In seguito alle invasioni barbariche di Goti e Longobardi, il collinoso territorio passa sotto il dominio ecclesiastico: al periodo feudale risalgono dunque la fondazione delle principali abbazie vallombrosiane di Santa Reparata, Santa Maria di Crespino e l'eremo camaldolese di San Giovanni di valle Acerreta.
Dal 1164 al 1312, fu possedimento dei Conti Guidi finché, a seguito di una lunga contesa, passa sotto il dominio dei Manfredi di Faenza.
Durante la battaglia delle Scalelle del 1358 però, gli abitanti di Marradi si ribellano contro la compagnia di ventura del Conte Lando (Corrado di Wuerttemberg, Conte di Landau) ed alle angherie da essa subite, e decidono di attaccarla, disperdendola con successo grazie alla padronanza del territorio.
Nel 1428 Firenze sconfigge Giovanni Manfredi e si aggiudica l'intero territorio. In ricordo di questa successione ogni lunedì mattina, a Marradi, è istituito un grande mercato.
Durante il potere dei Lorena, a causa di una scarsa manutenzione del sistema viario, Marradi rimane pressoché isolata fino al governo di Pietro Leopoldo di Lorena, quando finalmente viene intrapresa la ricostruzione di importanti opere pubbliche tra cui la chiesa di San Lorenzo, il Teatro degli Animosi e un nuovo ospedale.
La strada che conduce da Faenza a Firenze risale invece solo al 1883, e al 1893 la costruzione della linea ferroviaria che la affianca.
Molti marradesi combatterono nella Prima guerra mondiale: 296 soldati non fecero più ritorno alle loro case. L'anno dopo la fine della guerra,
il 29 giugno 1919, Marradi subì un grave terremoto che causò più di cento vittime e rase al suolo diversi fabbricati. Distruzioni si avranno anche successivamente, per i bombardamenti della Seconda guerra mondiale.
Il 17 luglio 1944 la frazione di Crespino sul Lamone subisce il massacro di 42 civili a scopo di rappresaglia, ad opera di soldati nazisti, conosciuto come Eccidio di Crespino sul Lamone..
 Il 24 settembre 1944 Marradi fu liberata dalla 8ª divisione di fanteria Sikh unita alla 1ª divisione britannica. Successivamente il fronte si arrestò e per tre mesi Marradi rimase tagliata dai collegamenti per Faenza.

### Simboli
Lo stemma e il gonfalone sono stati concessi con DPR del 29 febbraio 1992.
(Art. 2 c. 2 dello Statuto comunale)
Le figure dello stemma sono già presenti in un sigillo del XV secolo. Luigi Passerini, nel testo Le armi dei Municipj Toscani del 1864, identifica la fortezza dello stemma con il castello di Marato, edificato dai conti Guidi e documentato già nel 1025. Il leone (il marzocco fiorentino) e il giglio ricordano il dominio della Repubblica di Firenze cominciato nel 1428.
Il gonfalone è un drappo rettangolare di azzurro.

## Monumenti e luoghi d'interesse

### Architetture religiose
- Chiesa di Santa Maria Nascente a Crespino sul Lamone, fu aggregata nel 1112 all'Ordine vallombrosano.
- Chiesa di San Ruffillo, fu eretta su un probabile Vicus Gallanus, cioè un insediamento di Galli Sénoni.
- Eremo di Gamogna, del complesso monastico, fondato da san Pier Damiani, rimangono il chiostro, le celle dei monaci, il forno, gli essiccatoi e la stalla.
- Badia di Santa Reparata, documentata come cenobio benedettino nel 1025, nel 1090 pervenne alla congregazione vallombrosana che la detenne fino alla soppressione ottocentesca.
- Chiesa di San Lorenzo (Marradi), di origine romanica, l'attuale edificio è stato radicalmente ricostruito in forme neoclassiche nel 1785.
- Monastero delle domenicane della S.S. Annunziata a Marradi, di aspetto neoclassico, nella chiesa del quale è una pala con la Presentazione della Vergine al Tempio di Jacopo Coppi[16].

### Architetture civili
- Palazzo Comunale (XIV secolo)
- Palazzo Fabbroni
- Teatro degli Animosi
- Palazzo Torriani
- Villa costruita dai Fabbroni agli Archiroli
- Villa Piani al Poggio[17]

## Società

### Evoluzione demografica
Abitanti censiti

### Etnie e minoranze straniere
Secondo i dati ISTAT al 31 dicembre 2010 la popolazione straniera residente era di 186 persone. Le nazionalità maggiormente rappresentate in base alla loro percentuale sul totale della popolazione residente erano:
- Albania 88, 2,66%
- Marocco 36, 1,09%

## Infrastrutture e trasporti
Il comune è servito dalla ferrovia Faentina. Sul territorio vi sono cinque stazioni: Marradi-Palazzuolo sul Senio, Crespino del Lamone, Fantino (dismessa), Biforco, Popolano di Marradi.

## Cultura

### Musei-Biblioteca Comunale-Informazione
- Centro Studi Campaniani - All'interno dei suoi locali è allestito il «Museo artisti per Dino Campana», che raccoglie opere di artisti italiani e stranieri ispirate ai testi di Dino Campana. È stato inaugurato nel 2009;
- Centro di Studio e Documentazione sul Castagno (CSDC) - Al suo interno è allestito un settore espositivo sulla castagna.
- Mostra permanente delle opere del pittore “Francesco Galeotti”, inaugurata nell’autunno del 2012.
- Biblioteca Comunale istituita nel 1991
- Marradi Free News quotidiano on line fondato nel 2010 diretto da Raffaella Ridolfi.

### Cucina

#### Il Marron Buono
Marradi è zona di produzione del Marron Buono (marchio IGP), sono presenti estesi castagneti e per valorizzare la conoscenza di questo prodotto è stata realizzata la Strada del Marrone del Mugello di Marradi. La gastronomia locale è ricca di prodotti preparati a base di castagne, come la torta di marroni di Marradi.

### Eventi
- Celebrazione Dino Campana (20 agosto)
- Sagra delle Castagne domeniche di ottobre

## Geografia antropica

### Frazioni
Badia del Borgo
La badia del Borgo (Santa Reparata in salto) è un importante complesso monastico. Risale all'XI secolo ed appartenne prima ai benedettini, poi ai vallombrosani, insieme all'abbazia di Crespino. Il complesso fu ristrutturato in forme barocche nel 1741 ed oggi si presenta attorniato da edifici ruralizzati. Il grande campanile a pianta quadrata e a due ordini di bifore, mantiene l'originario aspetto romanico. I grandi altari barocchi hanno quadri del XVIII secolo e decorazioni in stucco. Nella sagrestia è conservato un gruppo di dipinti di un anonimo maestro di Marradi (fine 1400).
Campigno
Frazione che a sua volta è divisa in tre gruppi di antiche case, molte delle quali rimesse a nuovo (LE PILLE, MAGLIABECCO, FARFARETA), è servita da strada comunale che per lungo tratto costeggia il torrente Campigno, dalla località Ravale s'inerpica attraverso i massi della frana di Gamberana (avvenuta nel 1900), sino a giungere al Passo delle Scalelle. In questa località è stato eretto un cippo in arenaria per ricordare la battaglia delle Scalelle. 
Crespino
Nell'antica abbazia dell'XI secolo è conservato un quadro di scuola giottesca.
Lutirano
Frazione distante 18 km dal capoluogo, è servita da una strada provinciale che collega Marradi a Tredozio. È una ricca zona agricola, in un'ampia vallata bagnata dal torrente Acerreta. 
Popolano
La chiesa prioriale di Santa Maria conserva una pregevole ceramica della scuola Della Robbia. Vi ha sede il locale distaccamento volontario dei Vigili del Fuoco e la Pubblica Assistenza di Marradi.
Sant'Adriano
Vi si trova un'antica torre del castello di Benclaro. È ricca di attività artigianali.

## Economia

### Turismo
La vocazione turistica di Marradi è evidenziata dall'esistenza, nel territorio comunale, di oltre 120 km di sentieri per escursioni, lungo i quali si allineano tre punti panoramici e cinque rifugi.

## Amministrazione
Di seguito è presentata una tabella relativa alle amministrazioni che si sono succedute in questo comune. 
| Periodo        | Periodo        | Primo cittadino  | Partito                     | Carica  | Note   |
| -------------- | -------------- | ---------------- | --------------------------- | ------- | ------ |
| 8 ottobre 1988 | 26 maggio 1990 | Rodolfo Ridolfi  | Partito Socialista Italiano | Sindaco | [ 22 ] |
| 13 giugno 1990 | 28 aprile 1993 | Rodolfo Ridolfi  | Partito Socialista Italiano | Sindaco | [ 22 ] |
| 6 maggio 1993  | 24 aprile 1995 | Paolo Bassetti   | Democrazia Cristiana        | Sindaco | [ 22 ] |
| 24 aprile 1995 | 14 giugno 1999 | Giuseppe Matulli | PPI-Centro-sinistra         | Sindaco | [ 22 ] |
| 14 giugno 1999 | 14 marzo 2002  | Giuseppe Matulli | PPI/DL-Lista civica         | Sindaco | [ 22 ] |
| 27 maggio 2003 | 15 aprile 2008 | Graziano Fabbri  | Lista civica                | Sindaco | [ 22 ] |
| 15 aprile 2008 | 27 maggio 2013 | Paolo Bassetti   | Lista civica                | Sindaco | [ 22 ] |
| 27 maggio 2013 | 10 giugno 2018 | Tommaso Triberti | Per Marradi siamo pronti    | Sindaco | [ 22 ] |
| 10 giugno 2018 | in carica      | Tommaso Triberti | Insieme per Marradi         | Sindaco | [ 22 ] |

### Gemellaggi
- Castelnaudary

## Sport
- L'A.S.D. Club Sportivo Culturale Marradese, fondato nel 1954, è la polisportiva del paese: le attività principali sono il calcio (la prima squadra disputa il campionato di Terza Categoria FIGC), la pallavolo ed il tennis. La società sportiva gestisce anche il palazzetto dello sport ed il campo sportivo "G. Nannini".